# Geelwangbuulbuul
De geelwangbuulbuul (Pycnonotus flavescens) is een zangvogel uit de familie van de buulbuuls (Pycnonotidae) die voorkomt in oostelijke uitlopers van de Himalaja en Zuidoost-Azië.

## Kenmerken
De geelwangbuulbuul is 17,5 cm lang. Het is een saai gekleurde, overwegend grijsgroene vogel. De Nederlandse naam is ongelukkig gekozen, want de wangen zijn niet geel, maar de onderstaartdekveren en de slag- en staartpennen hebben gelige randen. Onderscheidend zijn de grijze tot vuilwitte wangen in combinatie met een donkere teugel.

## Verspreiding en leefgebied
De geelwangbuulbuul is een vogel van tropische, vochtige, montane bossen tussen de 800 en 2100 m boven de zeespiegel. Dit leidt tot onderling geïsoleerde populaties en daardoor worden drie ondersoorten onderscheiden:
- P. f. flavescens: noordoostelijk India, noordoostelijk Bangladesh en het westen van Myanmar.
- P. f. vividus: noordoost-Myanmar, zuidelijk China, Thailand en het noorden van Indochina.
- P. f. sordidus: zuidelijk Indochina.

## Status
De geelwangbuulbuul heeft een groot verspreidingsgebied en daardoor alleen al is de kans op de status kwetsbaar (voor uitsterven) uiterst gering. De grootte van de populatie is niet gekwantificeerd, maar binnen geschikt habitat is het geen schaarse vogel. Om deze redenen staat deze buulbuul als niet bedreigd op de Rode Lijst van de IUCN.